# 151 av. J.-C.
Cette page concerne l'année 151 av. J.-C. du calendrier julien proleptique.

## Événements
- 28 janvier (1er janvier 603 du calendrier romain) : début à Rome du consulat de Aulus Postumius Albinus et Lucius Licinius Lucullus[1].
  - Difficultés sociales et politiques à Rome ; les consuls L. Licinius Lucullus et A. Postumius Albinus sont emprisonnés par les tribuns de la plèbe pour avoir fait une levée de troupes pour l’Espagne trop exigeante[1].
  - Scipion Émilien demande à servir comme tribun militaire en Espagne ; il stimule les volontaires[1].
  - En Espagne, Marcellus accorde la paix aux Celtibères moyennant le versement d'un tribut. Le consul Lucullus trouve le pays pacifié, mais attaque plusieurs villes des Vaccéens (Cauca, Intercatia et Pallantia), accusées d'avoir ravitaillé Numance sans l'autorisation du Sénat[2]. Le préteur d'Hispanie ultérieure Servius Sulpicius Galba, surpris dans une rencontre par les Lusitaniens révoltés, perd 7 000 hommes[3].
  - Une loi romaine interdit la réélection au consulat[4].
- La dette de Carthage à Rome est entièrement remboursée. Le parti démocrate, partisan d'une guerre préventive contre les empiétements de Massinissa, a pris le pouvoir vers 155 et doté la cité d'un port de guerre et d'un arsenal militaire, en contradiction avec le traité de  201 av. J.-C. À la fin de 151 ou au début de 150, les dirigeants démocrates expulsent les chefs du parti pro-numide qui se réfugient auprès de Massinissa. Ce dernier envoie ses fils Micipsa et Gulussa à Carthage pour demander le rappel des exilés, mais ceux-ci ne sont pas reçus dans la ville et Gulussa est attaqué au retour par Hamilcar le Samnite et perd plusieurs hommes de son escorte[5].